# Longitarsus cizeki
Longitarsus cizeki là một loài bọ cánh cứng trong họ Chrysomelidae. Loài này được Doberl miêu tả khoa học năm 2004.